# Philautus acutirostris
Espèce
Synonymes
- Ixalus acutirostris Peters, 1867
- Philautus basilanensis Taylor, 1922
- Philautus woodi Stejneger, 1905

Statut de conservation UICN

 LC  : Préoccupation mineure
Philautus acutirostris est une espèce d'amphibiens de la famille des Rhacophoridae.

## Répartition
Cette espèce est endémique du Sud des Philippines. Elle se rencontre sur les îles de Basilan, de Jolo et de Mindanao,.

## Publication originale
- Peters, 1867 : Herpetologische Notizen. Monatsberichte der Königlichen Preussischen Akademie der Wissenschaften zu Berlin, vol. 1867, p. 13-37 (texte intégral).